# Wahlkreis Altona-West
Der Wahlkreis 4 Altona-West (bis zur Bürgerschaftswahl 2025 Blankenese) ist ein Wahlkreis zur Wahl der Hamburgischen Bürgerschaft. Er ist nach dem Hamburger Wahlrecht ein Mehrmandatswahlkreis, in dem fünf Bürgerschaftsabgeordnete in Direktwahl oder nach Wahlkreislisten gewählt werden. Bis einschließlich 2011 war er auch ein Wahlkreis zur Wahl der Bezirksversammlung im Bezirk Altona. 
Der Wahlkreis umfasst die Stadtteile Groß Flottbek, Lurup, Osdorf, Nienstedten, Blankenese, Iserbrook, Sülldorf und Rissen. Er liegt im Westen Hamburgs und grenzt im Norden und Westen an Schleswig-Holstein, sowie im Süden entlang der Elbe an Niedersachsen. Benachbarte Wahlkreise sind Stellingen – Eimsbüttel-West und Altona im Osten und Billstedt – Wilhelmsburg – Finkenwerder im Süden. Der Stadtteil Groß Flottbek gehörte bis 2011 zum Wahlkreis Altona und wurde erst zur Bürgerschaftswahl 2015 diesem Wahlkreis zugeschlagen.

## Strukturdaten
Im Wahlkreis leben gut 123.000 Menschen, davon sind etwa 90.209 wahlberechtigt. Die Wahlbeteiligung lag bei den vergangenen Bürgerschaftswahlen 2025 mit 70,0 Prozent über der Gesamtbeteiligung in Hamburg mit 67,6 Prozent.
Die Bevölkerungsdichte im Wahlkreis beträgt 2196 Einwohner/km² und liegt damit knapp unter dem Hamburger Durchschnitt von 2294 Einwohner/km². Die unter 18-Jährigen bilden einen Anteil von 18,2 Prozent an der Gesamtbevölkerung (Hamburg 15,7 Prozent), die über 65-Jährigen 23,3 Prozent (18,8 Prozent). Der Ausländeranteil bewegt sich mit 11,6 Prozent unter dem Durchschnitt von 14,8 Prozent. Der Anteil ausländischer Schüler beträgt 11,3 Prozent gegenüber 15,6 Prozent in ganz Hamburg.
In der Sozialstruktur zeichnet sich der Wahlkreis durch einen unterdurchschnittlichen Anteil von Leistungsempfängern nach dem Zweiten Buch Sozialgesetzbuch (Arbeitslosengeld II, sogenanntes Hartz IV), eine niedrigere Arbeitslosenquote und einen erhöhten Anteil von Sozialwohnungen aus. 15,8 Prozent aller Wohnungen sind Sozialwohnungen (Hamburg 13,2 Prozent). Jedem Einwohner steht eine Wohnfläche von 39,7 Quadratmetern zur Verfügung (Hamburg 36,5 Quadratmeter), die Wohnungen sind durchschnittlich 83,5 Quadratmeter groß (71,8 Quadratmeter). Der Anteil der sozialversicherungspflichtig Beschäftigten lag im Jahre 2006 mit 42,9 Prozent unter dem Hamburger Durchschnitt von 47,3 Prozent. Die Arbeitslosenquote betrug im September desselben Jahres 6,7 Prozent und lag damit unter der Quote von 7,8 Prozent in ganz Hamburg. Ein großer Teil der Arbeitslosen erhält Leistungen nach dem Sozialgesetzbuch II (Hartz IV), im Juni 2006 waren es im Gebiet des Wahlkreises 4,7 Prozent der Bevölkerung, in Hamburg durchschnittlich 5,7 Prozent. Von der Gesamtbevölkerung des Wahlkreises erhielt im September 2006 jeder Zehnte Hartz-IV-Leistungen (10,1 Prozent) gegenüber im Durchschnitt 11,9 Prozent in Hamburg.
Der Wahlkreis Altona-West hat eine der niedrigsten Kriminalitätsraten in Hamburg. Die Zahl der gesamten Straftaten je 1000 Einwohner beträgt 77 (Hamburg 137 je 1000 Einwohner), die Zahl der Gewaltdelikte drei (Hamburg fünf) und die Zahl der Diebstähle 37 je 1000 Einwohner (Hamburg 63).

## Wahlen

### Bürgerschaftswahl 2025
Zur Bürgerschaftswahl traten im Wahlkreis Altona-West folgende Parteien, Wählergruppen und Einzelkandidaten mit Wahlkreisbewerbern an (Reihenfolge wie auf dem Stimmzettel):
- SPD (10 Kandidaten)
- CDU (10 Kandidaten)
- FDP (10 Kandidaten)
- Grüne (4 Kandidaten)
- Die Linke (2 Kandidaten)
- Volt (2 Kandidaten)
- AfD (1 Kandidaten)

90.509 Personen waren wahlberechtigt. Jeder Wähler hatte fünf Stimmen für die Landesliste und fünf Stimmen für die Wahlkreislisten. Diese fünf Stimmen konnten beliebig auf die Kandidaten (Wahlkreis und Landesliste) und Gesamtlisten (nur Landeslisten) der Parteien verteilt werden. Die Wahlbeteiligung betrug 70,0 Prozent. 0,8 Prozent der abgegebenen Stimmzettel für die Landesliste sowie 1,5 Prozent der Stimmzettel für die Wahlkreislisten waren ungültig. Für die Landeslisten wurden 311.853 gültige Stimmen abgegeben, für die Wahlkreislisten insgesamt 308.667.
Gewählte Abgeordnete:
- Philine Sturzenbecher (SPD)
- Frank Schmitt (SPD)
- Anke Frieling (CDU)
- Antje Müller-Möller (CDU)
- Filiz Demirel (Grüne)

| Partei    | Landesliste Parteistimmen in Prozent | Wahlkreisliste in Prozent | Landesliste Parteistimmen | Landesliste Listenstimmen | Landesliste Persönlichkeitsstimmen | Wahlkreisliste |
| --------- | ------------------------------------ | ------------------------- | ------------------------- | ------------------------- | ---------------------------------- | -------------- |
| SPD       | 33,8                                 | 30,6                      | 105.352                   | 35.549                    | 69.043                             | 94.469         |
| CDU       | 26,4                                 | 28,2                      | 82.340                    | 39.986                    | 41.869                             | 87.075         |
| FDP       | 3,7                                  | 5,0                       | 11.525                    | 4.956                     | 6.479                              | 15.585         |
| GRÜNE     | 16,1                                 | 17,3                      | 50.297                    | 28.442                    | 21.755                             | 53.371         |
| Die Linke | 7,2                                  | 8,7                       | 22.384                    | 12.456                    | 9.808                              | 26.911         |
| Volt      | 2,6                                  | 3,0                       | 8.154                     | 5.155                     | 2.969                              | 9.140          |
| AfD       | 6,8                                  | 7,2                       | 21.361                    | 13.159                    | 8.037                              | 22.116         |

Auf die Landeslisten der Parteien ohne eigene Wahlkreislisten entfielen 3,4 Prozent der abgegebenen gültigen Stimmen.

### Bürgerschaftswahl 2020
Zur Bürgerschaftswahl traten im Wahlkreis Blankenese folgende Parteien, Wählergruppen und Einzelkandidaten mit Wahlkreisbewerbern an (Reihenfolge wie auf dem Stimmzettel):
- SPD (8 Kandidaten)
- CDU (6 Kandidaten)
- Die Linke (6 Kandidaten)
- FDP (5 Kandidaten)
- Grüne (2 Kandidaten)
- AfD (2 Kandidaten)
- Volt (1 Kandidaten)

91.020 Personen waren wahlberechtigt. Jeder Wähler hatte fünf Stimmen für die Landesliste und fünf Stimmen für die Wahlkreislisten. Diese fünf Stimmen konnten beliebig auf die Kandidaten (Wahlkreis und Landesliste) und Gesamtlisten (nur Landeslisten) der Parteien verteilt werden. Die Wahlbeteiligung betrug 65,8 Prozent. 1,0 Prozent der abgegebenen Stimmzettel für die Landesliste sowie 2,0 Prozent der Stimmzettel für die Wahlkreislisten waren ungültig. Für die Landeslisten wurden 293.554 gültige Stimmen abgegeben, für die Wahlkreislisten insgesamt 288.609.
Gewählte Abgeordnete:
- Frank Schmitt (SPD)
- Philine Sturzenbecher (SPD)
- Anke Frieling (CDU)
- Anna-Elisabeth von Treuenfels-Frowein (FPD)
- Filiz Demirel (Grüne)

| Partei    | Landesliste Parteistimmen in Prozent | Wahlkreisliste in Prozent | Landesliste Parteistimmen | Landesliste Listenstimmen | Landesliste Persönlichkeitsstimmen | Wahlkreisliste |
| --------- | ------------------------------------ | ------------------------- | ------------------------- | ------------------------- | ---------------------------------- | -------------- |
| SPD       | 41,1                                 | 33,5                      | 120.671                   | 47.618                    | 70.608                             | 96.775         |
| CDU       | 14,8                                 | 19,4                      | 43.372                    | 23.921                    | 18.891                             | 56.098         |
| Die Linke | 6,1                                  | 8,2                       | 17.780                    | 10.773                    | 6.772                              | 23.782         |
| FDP       | 7,9                                  | 10,2                      | 23.184                    | 13.102                    | 9.942                              | 29.389         |
| GRÜNE     | 20,7                                 | 21,0                      | 60.700                    | 35.892                    | 24.568                             | 60.690         |
| AfD       | 4,9                                  | 5,3                       | 14.360                    | 9.809                     | 4.341                              | 15.438         |
| Volt      | 1,3                                  | 2,2                       | 3.941                     | 3.043                     | 888                                | 6.437          |

Auf die Landeslisten der Parteien ohne eigene Wahlkreislisten entfielen 3,3 Prozent der abgegebenen gültigen Stimmen.

### Bürgerschaftswahl 2015
Zur Bürgerschaftswahl traten im Wahlkreis Blankenese folgende Parteien, Wählergruppen und Einzelkandidaten mit Wahlkreisbewerbern an (Reihenfolge wie auf dem Stimmzettel):
- SPD (10 Kandidaten)
- CDU (10 Kandidaten)
- Die Linke (10 Kandidaten)
- AfD (6 Kandidaten)
- FDP (5 Kandidaten)
- Grüne (4 Kandidaten)
- NPD (1 Kandidat)
- Scheuerl

91.353 Personen waren wahlberechtigt. Jeder Wähler hatte fünf Stimmen für die Landesliste und fünf Stimmen für die Wahlkreislisten. Diese fünf Stimmen konnten beliebig auf die Kandidaten (Wahlkreis und Landesliste) und Gesamtlisten (nur Landeslisten) der Parteien verteilt werden. Die Wahlbeteiligung betrug 60,3 Prozent. 4,1 Prozent der abgegebenen Stimmzettel für die Landesliste sowie 2,7 Prozent der Stimmzettel für die Wahlkreislisten waren ungültig. Für die Landeslisten wurden 265.614 gültige Stimmen abgegeben, für die Wahlkreislisten insgesamt 264.240.
Gewählte Abgeordnete:
- Frank Schmitt (SPD)
- Annegret Krischok (SPD)
- Karin Prien (CDU)
- Katja Suding (FDP)
- Filiz Demirel (GRÜNE)

| Partei          | Landesliste Parteistimmen in Prozent | Wahlkreisliste in Prozent | Landesliste Parteistimmen | Landesliste Listenstimmen | Landesliste Persönlichkeitsstimmen | Wahlkreisliste |
| --------------- | ------------------------------------ | ------------------------- | ------------------------- | ------------------------- | ---------------------------------- | -------------- |
| SPD             | 44,3                                 | 37,5                      | 117.611                   | 47.256                    | 70.355                             | 98.997         |
| CDU             | 18,9                                 | 22,0                      | 50.313                    | 28.385                    | 21.928                             | 58.100         |
| Die Linke       | 5,5                                  | 6,5                       | 14.650                    | 8.419                     | 6.231                              | 17.074         |
| FDP             | 12,5                                 | 13,7                      | 33.143                    | 18.519                    | 14.624                             | 36.075         |
| GRÜNE           | 10,0                                 | 11,7                      | 26.617                    | 16.264                    | 10.353                             | 30.922         |
| AfD             | 6,0                                  | 5,9                       | 15.912                    | 11.123                    | 4.789                              | 15.549         |
| NPD             | 0,2                                  | 0.3                       | 535                       | 364                       | 171                                | 750            |
| Walter Scheuerl | N/A                                  | 2,6                       | N/A                       | N/A                       | N/A                                | 6.773          |

Auf die Landeslisten der Parteien ohne eigene Wahlkreislisten entfielen 2,6 Prozent der abgegebenen gültigen Stimmen.

### Bürgerschaftswahl 2011
Zur Bürgerschaftswahl traten im Wahlkreis Blankenese folgende Parteien, Wählergruppen und Einzelkandidaten mit Wahlkreisbewerbern an (Reihenfolge wie auf dem Stimmzettel):
- CDU (10 Kandidaten)
- SPD (10 Kandidaten)
- GRÜNE/GAL (10 Kandidaten)
- Die Linke (6 Kandidaten)
- FDP (5 Kandidaten)
- Freie Wähler (2 Kandidaten)
- PIRATEN (1 Kandidat)
- NPD (1 Kandidat)

81.065 Personen waren wahlberechtigt. Jeder Wähler hatte fünf Stimmen für die Landesliste und fünf Stimmen für die Wahlkreislisten. Diese fünf Stimmen konnten beliebig auf die Kandidaten (Wahlkreis und Landesliste) und Gesamtlisten (nur Landeslisten) der Parteien verteilt werden. Die Wahlbeteiligung betrug 61,9 Prozent. 4,1 Prozent der abgegebenen Stimmzettel für die Landesliste sowie 4,5 Prozent der Stimmzettel für die Wahlkreislisten waren ungültig. Für die Landeslisten wurden 235.447 gültige Stimmen abgegeben, für die Wahlkreislisten insgesamt 235.481.
Gewählte Abgeordnete:
- Karin Prien (CDU)
- Frank Schmitt (SPD)
- Annegret Krischok (SPD)
- Filiz Demirel (GAL)
- Katja Suding (FDP)

| Partei       | Landesliste Parteistimmen in Prozent | Wahlkreisliste in Prozent | Landesliste Parteistimmen | Landesliste Listenstimmen | Landesliste Persönlichkeitsstimmen | Wahlkreisliste |
| ------------ | ------------------------------------ | ------------------------- | ------------------------- | ------------------------- | ---------------------------------- | -------------- |
| CDU          | 26,6                                 | 26,9                      | 62.643                    | 33.010                    | 29.633                             | 63.427         |
| SPD          | 46,3                                 | 42,4                      | 109.115                   | 46.479                    | 62.636                             | 99.956         |
| GAL          | 7,8                                  | 9,2                       | 18.429                    | 10.592                    | 7.837                              | 21.566         |
| Die Linke    | 4,3                                  | 5,0                       | 10.132                    | 5.642                     | 4.490                              | 11.852         |
| FDP          | 10,6                                 | 12,4                      | 25.031                    | 13.359                    | 11.672                             | 29.083         |
| Freie Wähler | 0,9                                  | 1,5                       | 2.153                     | 1.132                     | 1.021                              | 3.488          |
| PIRATEN      | 1,3                                  | 1,7                       | 3.156                     | 2.262                     | 894                                | 4.112          |
| NPD          | 0,7                                  | 0,8                       | 1.719                     | 1.251                     | 468                                | 1.997          |

Auf die Landeslisten der Parteien ohne eigene Wahlkreislisten entfielen 1,5 Prozent der abgegebenen gültigen Stimmen.

### Wahl der Bezirksversammlung 2011
Zur Wahl der Bezirksversammlung Altona traten im Wahlkreis Blankenese folgende Parteien, Wählergruppen und Einzelkandidaten mit Wahlkreisbewerbern an (Reihenfolge wie auf dem Stimmzettel):
- CDU (28 Kandidaten)
- SPD (28 Kandidaten)
- GAL (11 Kandidaten)
- Die Linke (7 Kandidaten)
- FDP (5 Kandidaten)
- Freie Wähler (2 Kandidaten)
- NPD (1 Kandidat)

Zur Wahl der Bezirksversammlung waren auch Staatsangehörige der Mitgliedstaaten der Europäischen Union wahlberechtigt. Die Anzahl der Wahlberechtigten war mit 84.892 Personen deshalb größer als bei der Bürgerschaftswahl. Die Möglichkeit zur Verteilung der Stimmen auf Gesamtlisten und einzelne Bewerber entsprach dem der Wahl zur Bürgerschaft. Die Wahlbeteiligung betrug 59,7 Prozent. 4,0 Prozent der abgegebenen Stimmzettel für die Bezirksliste sowie 4,9 Prozent der Stimmzettel für die Wahlkreislisten waren ungültig. Für die Bezirkslisten wurden 176.972 gültige Stimmen abgegeben, für die Wahlkreislisten insgesamt 175.451.
| Partei       | Bezirksliste Parteistimmen in Prozent | Wahlkreisliste in Prozent | Bezirksliste Parteistimmen | Bezirksliste Listenstimmen | Bezirksliste Persönlichkeitsstimmen | Wahlkreisliste |
| ------------ | ------------------------------------- | ------------------------- | -------------------------- | -------------------------- | ----------------------------------- | -------------- |
| CDU          | 29,5                                  | 29,9                      | 70.482                     | 40.798                     | 29.684                              | 70.413         |
| SPD          | 42,2                                  | 42,4                      | 100.846                    | 61476                      | 39.370                              | 99.928         |
| GAL          | 10,3                                  | 10,8                      | 24.737                     | 14.893                     | 9.844                               | 25.535         |
| Die Linke    | 4,9                                   | 5,2                       | 11.780                     | 6.297                      | 5.483                               | 12.196         |
| FDP          | 8,7                                   | 8,7                       | 20.728                     | 14.706                     | 6.022                               | 20.442         |
| Freie Wähler | 1,5                                   | 2,2                       | 3.643                      | 1.596                      | 2.047                               | 5.187          |
| NPD          | 0,8                                   | 0,9                       | 1.946                      | 1.335                      | 611                                 | 2.187          |

Auf die Bezirkslisten der Parteien ohne eigene Wahlkreislisten entfielen 2,1 Prozent der abgegebenen gültigen Stimmen.

### Bürgerschaftswahl 2008
Zur Bürgerschaftswahl in Hamburg 2008 traten im Wahlkreis Blankenese sechs Parteien mit eigenen Wahlkreislisten und insgesamt 36 Kandidaten an. Auf dem ersten Listenplatz der Rechten Mitte HeimatHamburg kandidiert deren Vorsitzender und Spitzenkandidat Roger Kusch.
- CDU (10 Kandidaten)
- SPD (5 Kandidaten)
- GAL (3 Kandidaten)
- FDP (10 Kandidaten)
- Die Linke (5 Kandidaten)
- HeimatHamburg (3 Kandidaten)

80.576 Personen waren wahlberechtigt. Jeder Wähler hatte eine Stimme für die Landesliste und fünf Stimmen für die Wahlkreislisten. Diese fünf Stimmen konnten beliebig auf die Kandidaten und Gesamtlisten der Parteien verteilt werden. Die Wahlbeteiligung betrug bei der Landesliste und den Wahlkreislisten 67 Prozent. 1 Prozent der abgegebenen Stimmzettel für die Landesliste sowie 3,2 Prozent der Stimmzettel für die Wahlkreislisten waren ungültig. Für die Landesliste wurden 53.477 gültige Stimmen abgegeben, für die Wahlkreislisten insgesamt 254.151.
Gewählte Abgeordnete:
- Hans-Detlef Roock (CDU)
- Angelika Kempfert (CDU)
- Uwe Grund (SPD)
- Annegret Krischok (SPD)
- Christian Maaß (GAL)

Angelika Kempfert wurde zur Staatsrätin für Gesundheit, Familie und Jugend berufen und Christian Maaß zum Staatsrat für Umwelt. Beide haben ihre Mandate am 9. Mai 2008 niedergelegt. Nachberufen wurden Stephan Müller (CDU) und Michael Gwosdz (GAL). Winfried Sdun, der auf Platz zwei vor Michael Gwosdz auf der Wahlkreisliste der GAL stand, hat das Mandat abgelehnt.
| Partei        | Landesliste in Prozent | Wahlkreisliste Parteistimmen in Prozent | Landesliste | Wahlkreisliste Parteistimmen | Wahlkreisliste Listenstimmen | Wahlkreisliste Persönlichkeitsstimmen |
| ------------- | ---------------------- | --------------------------------------- | ----------- | ---------------------------- | ---------------------------- | ------------------------------------- |
| CDU           | 49,5                   | 46,2                                    | 26.493      | 117.447                      | 76.157                       | 41.290                                |
| SPD           | 30,1                   | 28,6                                    | 16.116      | 72.603                       | 41.339                       | 31.264                                |
| GAL           | 7,2                    | 9,9                                     | 3.826       | 25.258                       | 13.895                       | 11.363                                |
| FDP           | 6,0                    | 8,4                                     | 3.221       | 21.278                       | 8.615                        | 12.663                                |
| Die Linke     | 5,0                    | 5,8                                     | 2.688       | 14.792                       | 8.605                        | 6.187                                 |
| HeimatHamburg | 0,6                    | 1,1                                     | 295         | 2.773                        | 1.111                        | 1.662                                 |

Auf die Landeslisten der Parteien ohne eigene Wahlkreislisten entfielen 1,6 Prozent der abgegebenen gültigen Stimmen.

### Wahl der Bezirksversammlung 2008
Zur Wahl der Bezirksversammlung Altona traten im Wahlkreis Blankenese sechs Parteien mit eigenen Wahlkreislisten und insgesamt 62 Kandidaten an.
- CDU (26 Kandidaten)
- SPD (10 Kandidaten)
- GAL (5 Kandidaten)
- FDP (13 Kandidaten)
- Die Linke (5 Kandidaten)
- HeimatHamburg (3 Kandidaten)

Zur Wahl der Bezirksversammlung waren auch Staatsangehörige der Mitgliedstaaten der Europäischen Union wahlberechtigt. Die Anzahl der Wahlberechtigten war mit 84.029 Personen deshalb größer als bei der Bürgerschaftswahl. Jeder Wähler hatte eine Stimme für die Landesliste und fünf Stimmen für die Wahlkreislisten. Diese fünf Stimmen konnten beliebig auf die Kandidaten und Gesamtlisten der Parteien verteilt werden. Die Wahlbeteiligung bei den Wahlkreislisten betrug 65,0 Prozent. 3,9 Prozent der abgegebenen Stimmzettel für die Wahlkreislisten waren ungültig. Insgesamt wurden 257.250 gültige Stimmen abgegeben.
| Partei        | Sitze | Wahlkreisliste Parteistimmen in Prozent | Wahlkreisliste Parteistimmen | Wahlkreisliste Listenstimmen | Wahlkreisliste Persönlichkeitsstimmen |
| ------------- | ----- | --------------------------------------- | ---------------------------- | ---------------------------- | ------------------------------------- |
| CDU           | 6     | 46,5                                    | 119.627                      | 76.881                       | 42.746                                |
| SPD           | 4     | 28,4                                    | 73.171                       | 41.901                       | 31.270                                |
| GAL           | 2     | 10,8                                    | 27.876                       | 15.911                       | 11.965                                |
| FDP           | 1     | 7,4                                     | 19.056                       | 9.202                        | 9.854                                 |
| Die Linke     | 1     | 5,8                                     | 14.936                       | 8.731                        | 6.205                                 |
| HeimatHamburg | 0     | 1,0                                     | 2.584                        | 1.625                        | 959                                   |

### Bürgerschaftswahlen 1966–2015
Die Bürgerschaftswahlen waren bis einschließlich 2004 reine Listenwahlen ohne Wahlkreise. Dargestellt werden deshalb im Zeitraum von 1966 bis 2004 (6.–18. Wahlperiode) die zusammengefassten Wahlergebnisse der Stadtteile im Wahlkreis. Für die Jahre ab 2008 (ab 19. Wahlperiode) ist das Ergebnis der Landesliste, das für die Mehrheitsverhältnisse in der Bürgerschaft entscheidend ist, angegeben. Es werden nur die Parteien aufgeführt, die im dargestellten Zeitraum in mindestens einem Stadtteil des Wahlkreises einmal mehr als fünf Prozent der abgegebenen gültigen Wählerstimmen auf sich vereinen konnten. In der Summe kann das Ergebnis einer Wahl deshalb kleiner 100 Prozent sein. Alle Ergebnisse sind in Prozent angegeben.
| Partei             | 1966 | 1970 | 1974 | 1978 | 6/1982 | 12/1982 | 1986 | 1987 | 1991 | 1993 | 1997 | 2001 | 2004 | 2008 | 2011 | 2015 |
| ------------------ | ---- | ---- | ---- | ---- | ------ | ------- | ---- | ---- | ---- | ---- | ---- | ---- | ---- | ---- | ---- | ---- |
| SPD                | 52,4 | 51,3 | 40,8 | 46,9 | 39,6   | 47,6    | 39,6 | 43,4 | 44,3 | 38,3 | 34,9 | 34,5 | 28,3 | 30,1 | 46,3 | 44,3 |
| CDU                | 35,1 | 35,5 | 44,0 | 41,7 | 47,3   | 42,7    | 45,1 | 42,7 | 39,7 | 28,6 | 35,3 | 29,5 | 52,6 | 49,5 | 26,6 | 18,9 |
| FDP                | 8,0  | 8,6  | 11,9 | 5,4  | 5,4    | 3,7     | 6,5  | 8,0  | 7,2  | 5,4  | 4,4  | 7,6  | 3,6  | 6,0  | 10,6 | 12,5 |
| Grüne              |      |      |      |      | 6,5    | 5,5     | 7,7  | 5,0  | 5,6  | 11,1 | 10,0 | 6,3  | 9,2  | 7,2  | 7,8  | 10,0 |
| AfD                |      |      |      |      |        |         |      |      |      |      |      |      |      |      |      | 6,0  |
| Die Linke          |      |      |      |      |        |         |      |      |      |      |      |      |      | 5,0  | 4,3  | 5,5  |
| NPD                | 4,2  | 2,6  | 0,7  | 0,3  |        |         |      |      |      |      | 0,2  |      | 0,3  |      | 0,7  | 0,2  |
| DVU                |      |      |      |      |        |         |      |      |      | 2,4  | 4,5  | 0,6  |      | 0,6  |      |      |
| Pro DM/Schill      |      |      |      |      |        |         |      |      |      |      |      | 0,2  | 3,1  |      |      |      |
| Schill/Offensive D |      |      |      |      |        |         |      |      |      |      |      | 18,8 | 0,3  |      |      |      |
| STATT              |      |      |      |      |        |         |      |      |      | 7,1  | 5,1  | 0,3  |      |      |      |      |
| REP                |      |      |      |      |        |         |      |      | 1,0  | 4,3  | 1,4  | 0,1  |      |      |      |      |

Hinweis: Die Zahlen bis 2011 verstehen sich ohne den Stadtteil Groß Flottbek, der bis dahin zum Wahlkreis Altona gehörte.

## Belege
Strukturdaten
- Wahlkreis Blankenese. In: Statistisches Amt für Hamburg und Schleswig-Holstein (Hrsg.): Wahl zur hamburgischen Bürgerschaft 2008, Strukturdaten der Wahlkreise. (statistik-nord.de [PDF; 68 kB]).

Wahlen
- Statistisches Amt für Hamburg und Schleswig-Holstein: Bürgerschaftswahl. In: Wahldatenbank seit 1965. Abgerufen am 1. Januar 2008.
- Wahlkreis 4 Blankenese. Landeslisten-Stimmen im Vergleich zur Bürgerschaftswahl 2004. In: Statistisches Amt für Hamburg und Schleswig-Holstein (Hrsg.): Endgültiges Ergebnis der Bürgerschaftswahl Hamburg 2008. 6. März 2008 (statistik-nord.de [PDF; 6 kB]).
- Wahlkreis 04 Blankenese. Parteistimmen. In: Statistisches Amt für Hamburg und Schleswig-Holstein (Hrsg.): Endgültiges Ergebnis der Bürgerschaftswahl Hamburg 2008. 6. März 2008 (statistik-nord.de [PDF; 9 kB]).
- Wahlkreis 4 Blankenese. Parteistimmen. In: Statistisches Amt für Hamburg und Schleswig-Holstein (Hrsg.): Endgültiges Ergebnis der Bezirksversammlungswahl 2008. (statistik-nord.de [PDF; 38 kB]).
- Wahl zur Bürgerschaft und die Wahlen zu den Bezirksversammlungen am 24. Februar 2008. In: Justizbehörde der Freien und Hansestadt Hamburg (Hrsg.): Amtlicher Anzeiger. Teil II des Hamburgischen Gesetz- und Verordnungsblattes. Bekanntmachungen. Nr. 21, 14. März 2008, S. 656, 666–667 (hamburg.de [PDF; 200 kB]).
- Wahl zur Bürgerschaft und die Wahl zu den Bezirksversammlungen am 24. Februar 2008. In: Justizbehörde der Freien und Hansestadt Hamburg (Hrsg.): Amtlicher Anzeiger. Teil II des Hamburgischen Gesetz- und Verordnungsblattes. Bekanntmachungen. Nr. 22, 18. März 2008, S. 698, 701 (hamburg.de [PDF; 296 kB]).

Einzelnachweise und Anmerkungen
1. 1 2  Anlage zu § 18 Absatz 8. In: Gesetz über die Wahl zur hamburgischen Bürgerschaft. 28. Juli 2007, abgerufen am 18. Februar 2016.
2. 1 2 3 4 5 6 7  Parteistimmen sind die Summe der Listenstimmen und Persönlichkeitsstimmen. Listenstimmen wurden für die Wahlkreisliste einer Partei abgegeben. Persönlichkeitsstimmen wurden für einzelne Kandidaten abgegeben. Jeder Wähler hatte fünf Stimmen, die beliebig verteilt werden konnten.
3. 1 2  Zulassung der Wahlvorschläge für die Wahl zur Bürgerschaft und die Wahl zu den Bezirksversammlungen am 24. Februar 2008. In: Justizbehörde der Freien und Hansestadt Hamburg (Hrsg.): Amtlicher Anzeiger. Teil II des Hamburgischen Gesetz- und Verordnungsblattes. Nr. 10. Hamburg 5. Februar 2008, S. 2, 4, 17, 23–24, 79–81 (hamburg.de [PDF; 1,6 MB]).
4. ↑  Freie und Hansestadt Hamburg: Die Staatsräte. In: Der Hamburger Senat. 20. Mai 2008, abgerufen am 26. Mai 2008.
5. ↑  Andreas Holzapfel (Hrsg.): Die Bürgerschaft der Freien und Hansestadt Hamburg. 19. Wahlperiode. Digitaler Sonderdruck. NDV Neue Darmstädter Verlagsanstalt, 27. Mai 2008, S. 17 (hamburgische-buergerschaft.de [PDF; 5,0 MB]).
6. ↑  § 4. In: Gesetz über die Wahl zu den Bezirksversammlungen. 5. Juli 2004, abgerufen am 18. Februar 2016.